# Mozaikszók listája: Y
Ezen a lapon az Y betűvel kezdődő mozaikszók ábécé rend szerinti listája található. A kis- és nagybetűk nem különböznek a besorolás szempontjából.

## Lista: Y
- YMCA – Young Men's Christian Association
- YWCA – Young Women's Christian Association